# Erucastrum ifniense
Erucastrum ifniense là một loài thực vật có hoa trong họ Cải. Loài này được Gomez-Campo mô tả khoa học đầu tiên năm 1984.